# Luis Rafael de la Trinidad Otilio Ulate Blanco
Luis Rafael de la Trinidad Otilio Ulate Blanco (* 25. August 1891 in Alajuela, Costa Rica; † 27. Oktober 1973 in San José (Costa Rica)) war von 8. Mai 1949 bis zum 8. Mai 1953 Präsident von Costa Rica.

## Leben

### Herkunft und frühe Laufbahn
Seine Eltern waren Ermida Blanco und Ildefonso Ulate.
Otilio Ulate Blanco hatte mit Haydee Rojas Smith (1923–1983) zwei Töchter, Olga Marta Ulate Rojas (1937–2007) und Maria Ermida Ulate Rojas (* 1938).
1917 war er Delegierter einer verfassungsgebenden Versammlung, welche er wegen einer Meinungsverschiedenheit mit Federico Alberto Tinoco Granados verließ.
Von 1926 bis 1934 war er Parlamentsabgeordneter. 1942 war er Landrat des Municipio San José.
Er arbeitete hauptsächlich als Journalist und war Direktor von La Tribuna und Eigentümer des Diario de Costa Rica. Mit welchen er für seine politischen Vorstellungen warb.
Er war neben Rafael Ángel Calderón Guardia Präsidentschaftskandidat bei den Wahlen vom 8. Februar 1948.
Die Wahlbehörde Tribunal Supremo de Elecciones de Costa Rica erklärte Otilio Ulate Blanco zum gewählten Kandidaten. Das von der bisherigen Regierungskoalition dominierte Parlament erließ jedoch kein Gesetz, welches ihn zum Präsidenten ernannte, sondern annullierte die Wahl am 1. März 1948 wegen angeblichen Wahlbetruges.
Otilio Ulate Blanco wurde verhaftet und in einem Gefängnis eingesperrt. Bischof Víctor Sanabria Martínez und der US-Botschafter Nathaniel Penistone Davis (1895–1973) intervenierten und er wurde wieder auf freien Fuß gesetzt.

### Bürgerkrieg
In der Folge kam es im März und April 1948 zu einem 44-tägigen Bürgerkrieg in Costa Rica, dem etwa 2.000 Menschen zum Opfer fielen.
Die sozialdemokratische Partido Demócrata de Costa Rica setzte Söldner aus Panama und Waffen aus Guatemala ein, für den Waffentransport wurde der Flughafen Juan Santamaria mit der TACA in Betrieb genommen. Ebenso wurde die durch Fernando Valverde Vega geleitete Polizei eingesetzt. Die christlich-sozial orientierte Partido Republicano Nacional heuerte Söldner aus der Dominikanischen Republik und Honduras an. Teodoro Picado Michalski und Rafael Ángel Calderón Guardia suchten bei dem nicaraguanischen Diktator Anastasio Somoza García Unterstützung. Gegen den Einspruch der USA ließ Somoza García am 17. April 1948 die Guardia Nacional de Nicaragua die Villa Quesada aus der Luft angreifen. Am 19. April 1948 wurde in der mexikanischen Botschaft in San José ein Abkommen für ein Ende des Bürgerkrieges geschlossen. Am 20. April 1947 übergab Teodoro Picado Michalski sein Amt an den dritten Stellvertreter Santos León Herrera und verließ Costa Rica in Richtung Nicaragua.

### Junta Fundadora de la Segunda República
Santos León Herrera übergab die Macht an eine Junta, welcher José Figueres Ferrer vorsaß und welcher Otilio Ulate Blanco angehörte. Diese Junta herrschte 18 Monate. Diese Junta brach die bestehende Verfassung, da sie das von bisherigen Regierungskoalition dominierte, durch die Wahl bestätigte Parlament auflöste. Deshalb berief sie eine verfassungsgebende Versammlung ein, welche die heute gültige Verfassung erarbeitete, und erließ das Gesetz, mit welchem Otilio Ulate Blanco zum Präsidenten erklärt wurde.

### Präsidentschaft
Es wurde der Consejo Nacional de Producción (CNP), die Banco Central de Costa Rica und ein Rechnungshof gegründet. Ein Gesetz zum Weihnachtsgeld wurde erlassen. 1962 war er Präsidentschaftskandidat. Von 1970 bis 1971 war er Botschafter Costa Ricas bei Francisco Franco.